# Горган (Румунія)
Горган (рум. Gorgan) — село у повіті Алба в Румунії. Входить до складу комуни Ченаде.
Село розташоване на відстані 246 км на північний захід від Бухареста, 33 км на схід від Алба-Юлії, 82 км на південний схід від Клуж-Напоки, 133 км на захід від Брашова.

## Населення
За даними перепису населення 2002 року у селі проживали 7 осіб, усі — румуни. Усі жителі села рідною мовою назвали румунську.